# Musculus temporoparietalis
De musculus temporoparietalis of slaap-wandbeenspier is een spier die onder de huid van de slapen van het hoofd ligt.  Zijn oorsprong is de huid van de slapen en de fascia temporalis.  De spier is aangehecht aan de galea aponeurotica. en wordt geïnnerveerd door de nervus facialis. Samen met de musculus occipitofrontalis vormt de musculus temporoparietalis de musculus epicranius.